# リリーナ・ドーリアン
リリーナ・ドーリアン（Relena Darlian）はテレビアニメ『新機動戦記ガンダムW』の登場する架空の人物。本名（または旧名）はリリーナ・ピースクラフト。担当声優は矢島晶子。

## 人物
- 年齢：15歳（TV版時）
- 人種：北欧系
- 出身地：サンクキングダム
- 身長：154センチメートル
- 体重：38キログラム（TV版時）
- 瞳：ネイルブルー（一部媒体でヴァイオレット、すみれ色[1]としていることもある）
- 髪：ライトブラウン

本作のヒロイン。学業優秀で令嬢としての教養を備える。物語が始まった時点では家柄を除けば年相応の普通の女学生だったが、ヒイロ・ユイと出会ったことから彼女の運命は動き始めることになる。
地球圏統一連合のドーリアン外務次官の一人娘であるが、実際はかつて完全平和主義を唱え連合軍に滅ぼされたサンクキングダムの王女であり、OZの英雄ゼクス・マーキス（本名ミリアルド・ピースクラフト）の実妹であることが劇中で明らかにされた。
初期は基本は落ち着いていながらも、気位が高く、自信過剰な面が強調されていたが、多くの困難にぶつかると共に性格が徐々に軟化し成長。強い意志をそのままに、他者への思いやりを見せるようになった。

## 劇中での活躍

### 新機動戦記ガンダムW
外務大臣の義父に同行し宇宙から帰国途上、降下中のウイングガンダムを目撃。その後、海岸に人知れず打ち上げられたノーマルスーツのヒイロ・ユイを介抱するも、顔を見られたと思ったヒイロはその現場から逃走。
ヒイロは自分の顔を見たリリーナを殺そうと、翌日聖ガブリエル学園に転入し、彼女に「お前を殺す」とささやく。リリーナは「何なの、この人･･･」と立ち尽くすことしかできなかった。
OZはコロニーとの和平を主張する彼女の養父の暗殺を謀り、リリーナは瀕死の彼から自分の出生について教えられる。憎しみに駆られ、一時はレディ・アンを殺害しようとしたが失敗、ルクレツィア・ノインに窮地を救われ、その後実父である前王の遺志を継ぎ完全平和主義を提唱、王女として王国を再建する。しかしロームフェラ財団のデルマイユ侯が彼女の思想や影響力を危険視し、リリーナや周囲の尽力にもかかわらずサンクキングダムはOZの総攻撃が行われ、自らサンクキングダムの解体を宣言。王国は再び崩壊した。
デルマイユ侯は彼女の出自やカリスマ性に目をつけ、ロームフェラ財団への反感を打ち消すための傀儡として財団代表に就任させる。リリーナは世界国家の樹立を宣言し、世界国家元首「クイーン・リリーナ」と呼ばれる身になった。傀儡である自分が偽りの平和しか生み出していないことを不本意に思うリリーナは、しばらくは自らのなすべきことに迷っていたが、ウェリッジ侯など財団の他の貴族達に支持を得たことをきっかけとし、財団総会でOZの武装解除を宣言し地球と宇宙の共存を宣言。財団全体の支持を受けデルマイユ公爵を失脚へと追い込むことに成功し、完全平和を実現する寸前にまで至る。しかし折り悪く、直後に実の兄であるゼクス（ミリアルド）が反地球組織「ホワイトファング」の代表として、宇宙に敵対する存在としての地球の排除を宣言してしまう。
リリーナは板ばさみとなり苦悩していたが、復活を果たしたトレーズ・クシュリナーダによってその座を追われ、自由に行動するよう言われた彼女は兄ゼクス（ミリアルド）を止めるため宇宙へ上がる。しかしゼクスの意志は固く、彼女を妹として厚遇はするものの説得に耳を貸さなかった。囚われの身の上となるが、リリーナを救うために単身潜入してきたヒイロに救われる。
終戦後は統一国家の外交次官として活躍。当初はお飾り程度の名誉職だったが、戦後処理の実績を買われ、後に正式に外務次官に任命された。多忙を極めるため、学校は休学中である。ノベライズ版では最終決戦の後に一度地球圏統一国家初代大統領に就任してから外務次官の座に就いている。

### 新機動戦記ガンダムW Endless Waltz
彼女がいなくては統一国家が立ち行かない程の影響力と求心力を狙われマリーメイア軍に拉致される。ことあるごとにマリーメイアの説得を試みるが、彼女は聞き入れず、リリーナはなすすべもなく事態に流される。が、追い詰められ、負ける戦いでありながら戦う事をやめないたカトルたちをモニターで見て、「私は逃げていました」と叫ぶ。通信を奪い世界中の人々に対して「平和は誰かから与えられるものではなく、自分自身の力で（得るもの）」であると放送。その言葉は支配を受け入れようとしていた市民たちを奮い立たせることになる。
ヒイロが大統領府を破壊しようとした際は彼に殺される事を受け入れ、「怖いのマリーメイア？」と冷静に呟き震えていたマリーメイアを驚愕させる（結果的にヒイロが直前で照準をずらしたため助かる）。マリーメイアはリリーナの説得や態度に自らの過ちを悟り、デキムの銃弾からリリーナを庇い重傷を負う。その後、「もう誰も殺さなくてすむ」と安堵するように呟き倒れたヒイロを抱きとめた。
漫画版ではその後、ヒイロがリリーナのボディーガードとして活動。
戦後は外務次官として地球とコロニーの橋渡しをしつつもテラフォーミングの実現に向けて尽力している。なおOVA劇中ラストの演説は大統領選挙関連の演説であり、その後立候補している。
ヒイロとは彼が地球へ降りたばかりの頃からお互いの立場を変えながら何度となく出会い、次第に惹かれあうようになる。ヒイロに絶対の信頼を置いており、小説版『新機動戦記ガンダムW Endless Waltz』ではリリーナ諸共シェルターを撃ち抜こうとするヒイロの心情を理解して、彼に殺される事を受け入れていた。ヒイロを「星の王子様」と呼ぶ事があったが、元々は11歳の頃にテロリストに人質にされて、兄とは知らずにゼクスに助けられた時にゼクスが名乗った名称である。
『EPISODE ZERO』に収録されている彼女の前日談では、ヒイロらしき少年と幼い頃に出会っている。その際に、第1話にてヒイロに向けて言った自己紹介と同じ言葉を口にしている。

### 新機動戦記ガンダムW Frozen Teardrop
MC（マーズ・センチュリー）が始まって以来、何らかの事情で冷凍睡眠に入っていた。しかし初代大統領であるミリアルド・ピースクラフトが暗殺されて以後、MC２２年に火星連邦政府の大統領に就任。かつて提唱した完全平和主義を再び唱えている。
しかしオペレーション・ミュートスの発動により、同じく人工冬眠から目覚めたヒイロ・ユイやデュオ・マックスウェル（二代目）達と対立することになる。
尚、彼女の完全平和主義に賛同する者の中には、カトルの妹であるカトリーヌ・ウード・ウィナー、またリリーナの甥、姪にあたるナイナ・ピースクラフト、ミル・ピースクラフトの姉弟などがいる。

## 関連商品
- 株式会社バンダイ ガンダムヒロインヒストリー（ドレス編）
  - クイーン・リリーナのドレス姿で登場。他作品のガンダムヒロイン3人とのセットでボックスフィギュアとして登場した[5]。

## 評価
『愛と戦いのロボット 完全保存版』で発表されたアンケート「みんなで選ぶロボットアニメーションベスト100」では、「一番お気に入りのヒロインは？」で第26位（ドーリアン姓）、第46位（ピースクラフト姓）にランクインした。